# NGC 4391
NGC 4391 é uma galáxia elíptica (E-S0) localizada na direcção da constelação de Draco. Possui uma declinação de +64° 56' 01" e uma ascensão recta de 12 horas, 25 minutos e 18,9 segundos.
A galáxia NGC 4391 foi descoberta em 20 de Março de 1790 por William Herschel.